# Ом (мантра)
Вижте пояснителната страница за други значения на Ом.
Ом (деванагари: ॐ) е свещен звук и духовна икона в индуизма. Също така е и мантра в индуизма, будизма, джайнизма и сикхизма. Визуално Ом е представен чрез стилизирана пиктограма. По-дълбоко вникване в този мистичен символ разкрива, че е съставен от три звука, комбинирани в един, не като физическа смес, а повече като химично съединение. Наистина, на санскрит гласната и гласният звук „о“ е по произход двугласна дума от а + у; следователно Ом е писмено представено като Аум.